# Sharon Eyal
Sharon Eyal (Jeruzalem, 1971) is een Israëlisch choreografe en danseres.

## Biografie
Eyal begon ballet te dansen toen ze vier jaar oud was, omdat haar ouders haar hyperactiviteit wilden kanaliseren. Als kind was ze geobsedeerd door klassiek ballet en keek ze vaak naar balletvideo's. Op haar elfde werd ze lid van een dansgroep voor kinderen en ging ze dans studeren aan de Bat-Dor studio in Tel Aviv. Ze begon ook als model te werken en werd een lokale beroemdheid. Toen ze haar kapsel veranderde, vond een plaatselijke krant dat zelfs nieuwswaardig. Toen ze zeventien jaar oud was, trad ze toe tot de Batsheva Dance Company. Daar leerde ze choreograaf Ohad Naharin kennen, wiens muze ze werd. Hij ontwikkelde een bewegingstaal die hij "gaga" doopte. Eyal omschreef dat concept als "binnen in je lichaam zoeken" en "het maximum vinden op een minimale manier". Dansers die door Naharin getraind werden, kenmerken zich door een zekere "wildheid". Ze bewegen met soepele bovenlichamen op een sterke basis. Ze zijn snel, sterk en behendig. Als choreografe hanteert Eyal dezelfde principes. "Mijn dansers kunnen soms geen adem halen, of ze kunnen dagenlang niet slapen, omdat ik zoveel vraag van hun lichaam en geest", verklaarde ze.
Ze bleef van 1990 tot 2008 lid van het Batsheva gezelschap als danser. Tussen 2003 en 2004 was ze er ook associate artistic director en van 2005 tot 2012 was ze huischoreografe. Vanaf 2005 werkte ze vaak samen met Gai Behar, curator van multidisciplinaire kunstevenementen. Hun eerste co-creatie was Bertolina. Als muzikale partner kiest ze meestal voor de soundscapes van dj Ori Lichtik.
Vanaf 2009 begon ze ook choreografieën te maken voor andere gezelschappen. De eerste was Killer Pig (2009) voor de Noorse danscompagnie Carte Blanche. Deze voorstelling was "een ondragelijk, veeleisend stuk. De dansers leken op een leger naakte, bezwete soldaten, met een betoverend resultaat." In 2011 volgden Corps de Walk voor diezelfde compagnie en Too Beaucoup voor Hubbard Street Dance in Chicago. Plafona maakte ze in 2012 voor de Duitse Tanzcompagnie Oldenburg.
Eyal en Behar richtten in 2013 hun eigen gezelschap L-E-V op. De naam verwijst naar lev, het Hebreeuwse woord voor hart. Hun producties zijn een samenvloeiing van beweging, live muziek, licht en technologie. L-E-V creëerde naast hun eigen producties ook Half-Life voor het Koninklijke Zweedse Ballet en drie stukken voor het Nederlands Dans Theater: Sara (2013), Bedroom Folk (2015) en Salt Womb (2016). Voor Staatsballett Berlin creëerde ze Strong in 2019.
Love Chapter 2 ging in première op het Montpellier Dance Festival in juli 2017. Deze choreografie is een kadans die uitgevoerd wordt door zes dansers die als een uniforme massa op hun tenen bewegen. Halverwege het stuk wordt de beat overgenomen door violen. Een sober langzaam transformerend licht geeft de lichamen een vale gloed. Over de duistere kant van haar voorstellingen verklaarde Eyal het volgende: “Ik heb een donkere steen in mijn maag, die ik naar buiten wil brengen. Het gaat over kilte, over gebrek aan verbinding, over eenzaamheid en over verdriet.” Dit stuk werd vertoond in de Stadsschouwburg Amsterdam, deSingel in Antwerpen, Sadler's Wells in Londen en Théâtre National de la Danse in Parijs.
In 2019 ging Love Chapter 3: The Brutal Journey of the Heart in première op de RuhrTriennale in Bochum. In deze voorstelling ging de dynamiek van technomuziek hand in hand met de uiterst precieze, explosieve dans. Eyal inspireerde zich op de internationale bestseller A Little Life van Hanya Yanagihara. Ze toonde groepen in contrast met het individu, seksualiteit tegenover genderneutraliteit, archaïsche types tegenover hippe clubbers. De sensuele sfeer van de dans werd versterkt door de kostuums van Maria Grazia Chiuri, hoofdontwerpster bij Dior.
Eyal werkte geregeld samen met modehuis Dior. In 2018 zorgde ze voor een choreografie tijdens de Spring-Summer show, waarbij haar dansers op de catwalk rond de modellen bewogen. In 2021 werkte de choreografe opnieuw samen met het modehuis, voor de lancering van de Fall-Winter 2021 Collection in Versailles en voor de Autumn-Winter 2021-2022 Collection en de Dior Cruise 2021 Collection.
In 2019 deed Eyal mee in verschillende video's van indierockgroep The National. In een regie van Mike Mills danste ze in de video's voor Hairpin Turns en Hey Rosey, van het album I Am Easy to Find.

## Onderscheidingen
- 2004 - Ministry of Culture Award for Young Dance Creators
- 2008 - Chosen Artist van de Israeli Cultural Excellence Foundation
- 2009 - Landau Prize for the Performing Arts
- 2017 - Jovan Ćirilov Award, Belgrado
- 2017 - Best Dance Performance – James Sewell Ballet’s Killer Pig (2017)
- 2017 - Fedora - Van Cleef & Arpels Prize for Ballet[27]
- 2017 - Prix de la Critique - Danse: Grand Prix[28]
- 2018 - Deutscher Theaterpreis Der Faust[29]